# Jerker Arvidson
Bengt Jerker Arvidson, född 13 november 1939 i Gnarp, död 21 februari 2007 i Stjärnhov, var en svensk operasångare, hovsångare (basbaryton).
Arvidson studerade vid Kungliga Musikhögskolan 1966–1970 för Bertil Düring och Arne Sunnegårdh samt för Clemens Kaiser-Breme i Essen i Tyskland. Han tog kurser i romansinterpretation för Gerald Moore i London och för Erik Werba i Wien, samt lektioner i scenisk framställning för Bernhard Krook i Stockholm 1968–1970.
Jerker Arvidson var anställd vid Den Norske Opera i Oslo 1970–1971 och vid Kungliga Operan i Stockholm 1971–1993. Efter pensioneringen verkade han som frilansartist. Det sista framträdandet på Kungliga Operan gjorde han 2001.
Arvidson var flitigt anlitad som oratoriesångare och var också en engagerad korist bland annat i Eric Ericsons Kammarkör 1961–1967 och i Radiokören 1961–1968.
I repertoaren ingick ett 70-tal roller, bland annat kan nämnas Hans Sachs (Mästersångarna i Nürnberg), Holländaren (Den flygande holländaren), Wotan (Nibelungens ring) och Scarpia (Tosca). Alldeles särskilt imponerade Arvidson som Vandraren i Siegfried. rösten hade en orgelliknande klang. Den ansedda engelska tidskriften Opera skrev: "And what a Wotan Stockholm has!"
Bland utländska gästspel kan nämnas framträdanden i Köpenhamn, Odense, Århus, Oslo, Bergen, Drammen, Helsingfors, Savonlinna, Åbo, Moskva, Warszawa, Prag, Bayreuth, Berlin, Bonn, Nürnberg, München, Florens, Paris, Nice, Genève, Aten, Aldeburgh, Brighton, London (bland annat Covent Garden och Wigmore Hall), Hongkong och Melbourne. 
Jerker Arvidson var från 1977 till sin död gift med hovsångerskan Birgit Nordin (1934–2022). Makarna är begravda på Skogskyrkogården i Stockholm.

## Priser och utmärkelser
- Christina Nilsson-stipendiet (4 ggr)
- Jussi Björlingstipendiet 1976
- Set Svanholms minnesfond 1989
- Teaterorden TSO:s stipendium
- Stipendium ur Björnska fonden
- Statens Konstnärsstipendium (2 ggr)
- Drottningholmsteaterns vänners stipendium (ur Henrik Nordmarks fond) 1981 och hederstecken 1991
- Kungliga Musikaliska Akademiens jetong 1970
- Utnämnd till hovsångare 1992

## Diskografi
- Blomdahl, Karl-Birger. Aniara. Space Opera. The Swedish Radio Symphony Orchestra. Dir. Stig Westerberg. Caprice CAP 2016(2 CD). Svensk mediedatabas.
- Kunzen, Friedrich Ludwig Aemelius, Choral & Orchestral Works. Anna Larsson, alt, Jerker Arvidson, baryton. Danish Radio Sinfonietta. Dir. Peter Marschik. Dacapo 8.224070. Svensk mediedatabas.
- Vandraren i Siegfried. Kungliga hovkapellet och Operans kör, dir. Rudolf Kempe. Premiere Opera. (http://www.premiereopera.net) Läst 7 januari 2013.

## Filmografi
- 1975 – Trollflöjten
- 1987 – La Clemenza di Tito